# Paramenta

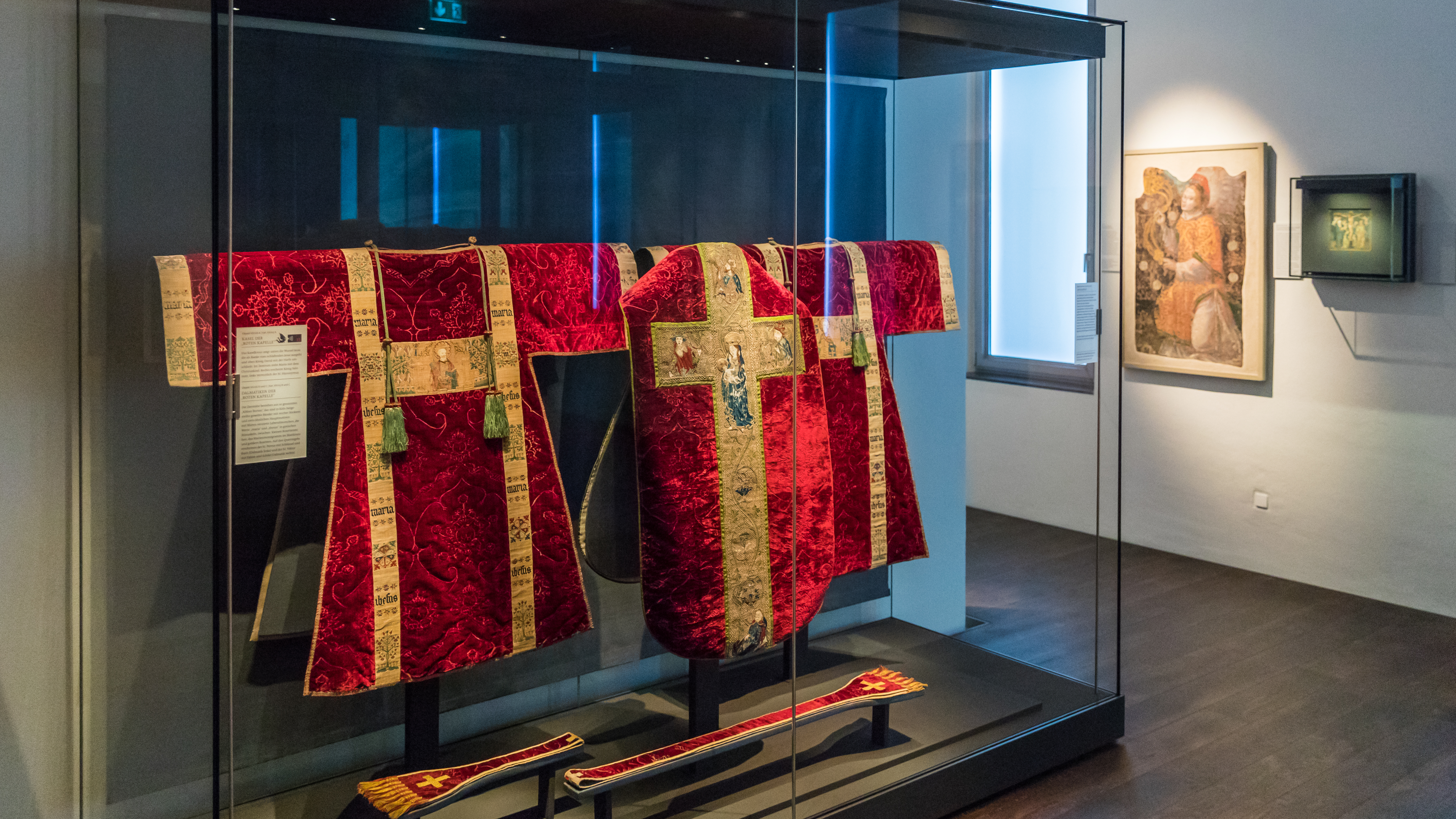
paramenta v klášterním muzeu v Xantenu

Paramenta (z latinského paramentum – ozdoba) je souhrnné označení pro textilie užívané při liturgii nebo při kultu, před použitím jsou posvěceny (benedikovány), i na odložené se hledí jako na posvátné.

## Druhy parament
Oděvy
- liturgická roucha: soubor oděvů pro jednoho kněze se nazývá ornát, ten může obsahovat tyto součásti: pluviál (svrchní plášť), dalmatiku, kasuli, cingulum, kleriku, albu), tunicella, oděvní doplňky: štóla, humerál čili amikt na krk, manipul na zápěstí, gremiále
- infule = mitra, solideo = pileolus, pontifikální střevíce, rukavice a punčochy,
- Pláštík pro milostnou sošku

oděvy mimo liturgii
- rocheta
- superpelice
- kabát

Liturgická výbava oltáře
- Plátno přikrývající oltář, antependium,
- bursa, korporál, purifikatorium, palla, velum na kalich, velum na požehnání, rouška pod sanctissimum

ostatní textilie
- klekací polštářky, koberce, závěsy
- Křestní souprava pro novorozeně
- Baldachýn (nebesa) na procesí

Chrámový inventář tvoří vedle parament preciosa, jimiž se rozumí liturgické nádoby, nářadí a náčiní z drahých kovů, a utensilia - užitkové předměty z obecných kovů a dalších materiálů (například svícny).